# Tombeau thrace de Svechtari
Le tombeau thrace de Svechtari est situé à 2,5 km au sud-ouest du village de Svechtari (oblast de Razgrad, nord-est de la Bulgarie).
Découvert en 1982 dans un monticule (ou tumulus), cette tombe thrace du IIIe siècle av. J.-C. illustre les principes essentiels de la structure des édifices de culte thrace. La décoration peinte et architecturale de la tombe, avec ses vestiges de peintures murales et ses cariatides polychromes mi-humaines, mi-végétales,, sont considérées comme uniques en Thrace. On considère les cariatides comme des vestiges de la culture des Gètes - peuple thrace qui fut en contact avec les régions hellénistiques, et potentiellement hyperboréens.
En 2012, un coffret contenant des objets en or daté de la fin du IVe ou du début du IIIe siècle av. J.-C. a été découvert dans une couche supérieure du tumulus d'Omourtag, appartenant à la même nécropole, selon la chef de l'expédition archéologique Diana Guergova,.

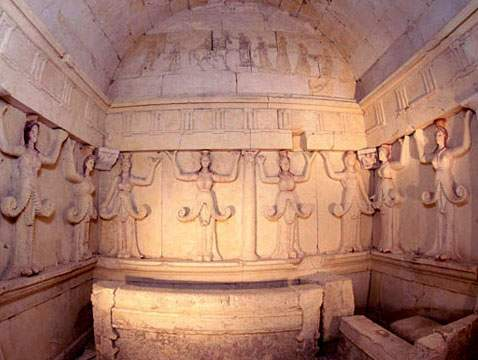
L'intérieur de la tombe

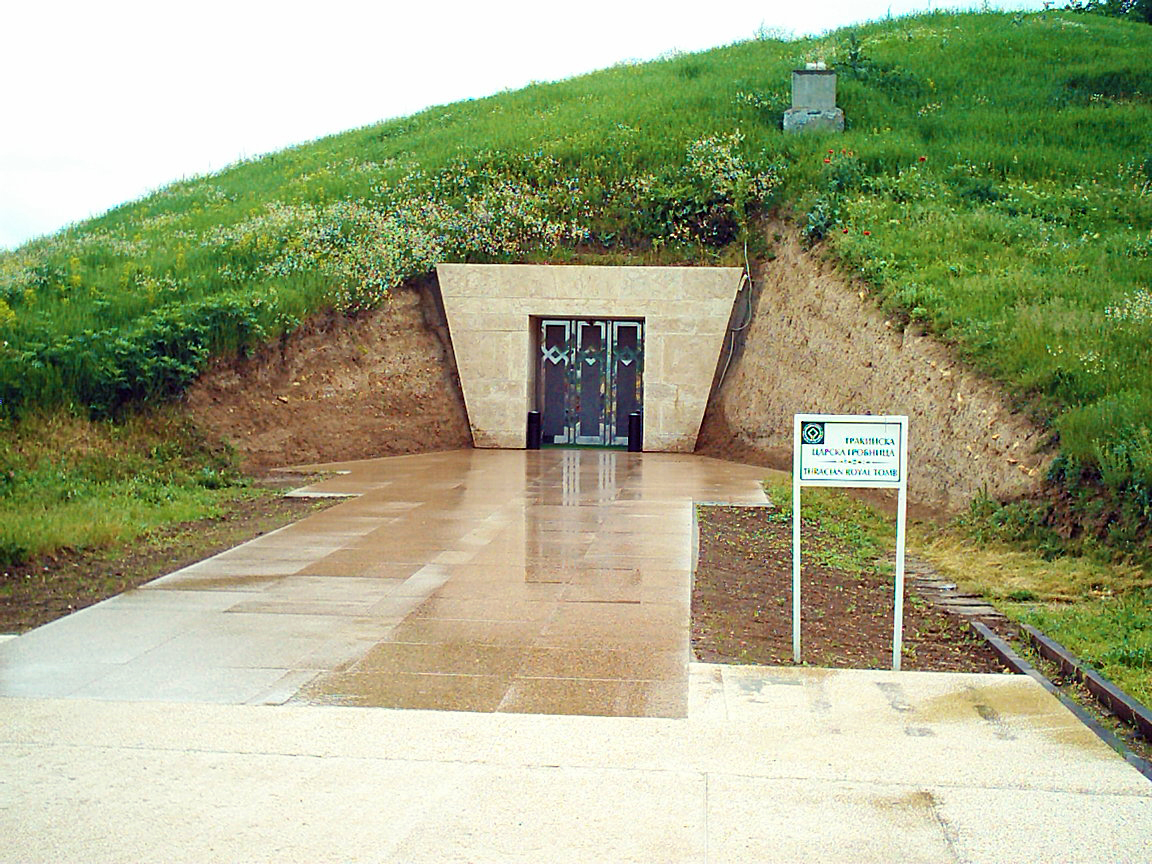
L'entrée du tumulus de la tombe

## Description
Le monument, construit en calcaire blanc et en calcaire jaunâtre, est composé de trois pièces de plan rectangulaire, dont deux centrées sur un axe longitudinal, alors que la troisième est agencée latéralement par rapport à cet axe,,. 
Cette tombe comportait des portes en pierre dont les fragments ont été découverts dans la pièce centrale. 
Le monument comporte deux  voûtes à claveaux - élément architectural relativement rare en Thrace antique, apparaissant dans cette région à partir du IVe siècle av. J.-C., sous influence étrangère, micrasiatique, ou en tant que développement local.  

## Trouvailles
La fouille de ce monument a fourni des indices sur les outils et les techniques de construction. Les blocs composant les murs de la tombe semblent avoir été taillés sur place. On y a également trouvé des vestiges indiquant que les scellements métalliques de ces blocs ont également été fabriqués à l'endroit de la construction du monument,. En plus des graffitis architecturaux trouvés sur les parois externes des murs du monument, on a découvert dans le remblai du monticule recouvrant celui-ci un plomb, un stencil en pierre, un pilon, des pinces et un tisonnier. Les fouilleurs ont également trouvé dans ce monticule des foyers et des fosses.

## Sources
- (en) Cet article est partiellement ou en totalité issu de l’article de Wikipédia en anglais intitulé « Thracian Tomb of Sveshtari » (voir la liste des auteurs).